# Juan Jorge I de Anhalt-Dessau
Juan Jorge I de Anhalt-Dessau (9 de mayo de 1567-24 de mayo de 1618) fue un príncipe alemán de la Casa de Ascania. De 1586 a 1603 gobernó el principado unificado de Anhalt junto con sus hermanos. Después de la partición del principado en 1603, gobernó el principado de Anhalt-Dessau de 1603 a 1618.
Juan Jorge fue muy apreciado por sus súbditos y considerado culto, particularmente en temas como astrología y alquimia. Poseía una remarcable biblioteca con más de 3000 volúmenes.

## Biografía

### Primeros años
Juan Jorge nació en Harzgerode el 9 de mayo de 1567, hijo mayor del príncipe Joaquín Ernesto de Anhalt-Zerbst, con su primera esposa Inés, hija del conde Wolfgang I de Barby-Mühlingen.
En 1570, la muerte del último de los tíos de Juan Jorge superviviente, el Príncipe Bernardo VII de Anhalt-Zerbst, dejó al padre de Juan Jorge como único gobernante de todos los estados de Anhalt, que fueron finalmente unificados por primera vez desde su primera partición en 1252.

### Príncipe de Anhalt

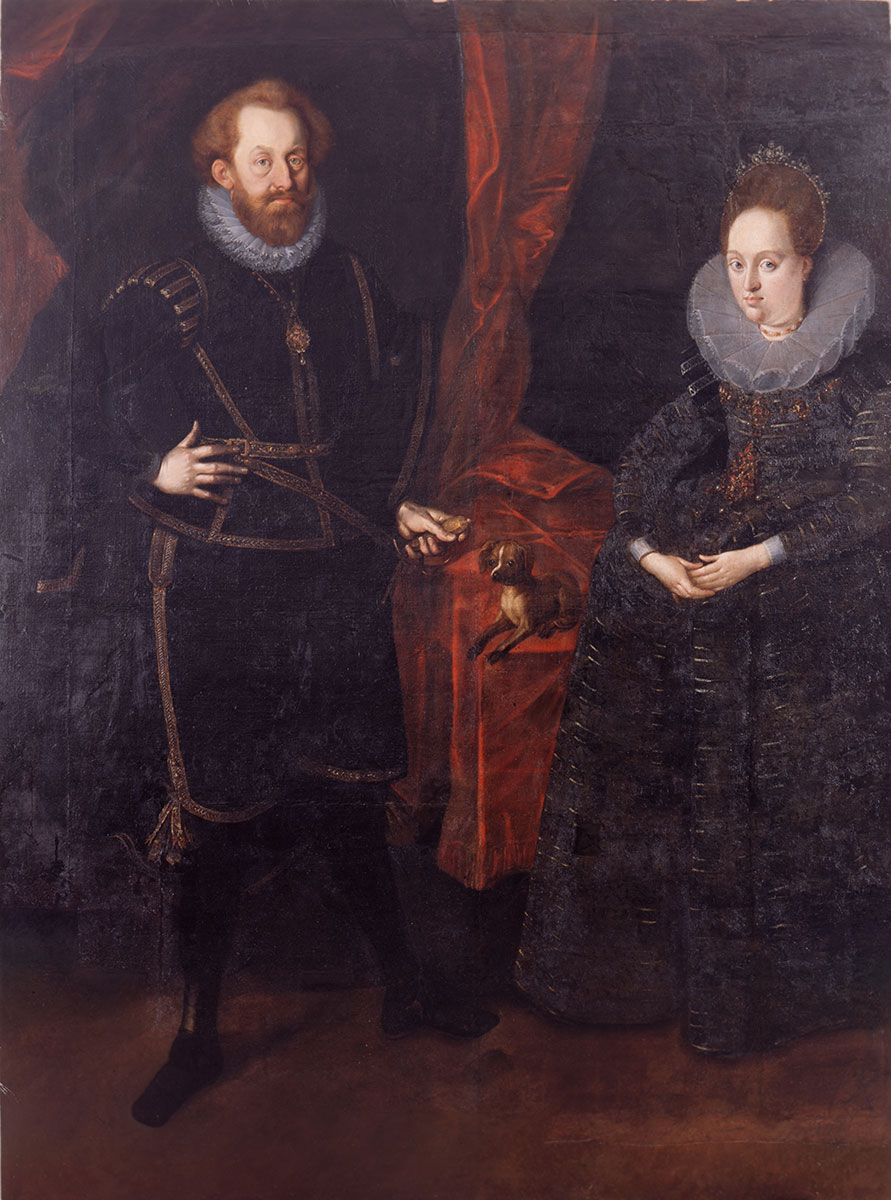
Juan Jorge I y su segunda esposa la Condesa Palatina Dorotea de Simmern.

A la muerte de su padre en 1586, Juan Jorge heredó el principado unificado de Anhalt conjuntamente con su hermano menor Cristián I y sus cinco hermanastros según la ley familiar de la Casa de Ascania, que prohibía la división de territorios entre los herederos. Debido a que sus cinco hermanastros eran todavía menores en el tiempo de su ascensión, Juan Jorge actuó como regente.

### Príncipe de Anhalt-Dessau
En 1603 se alcanzó un acuerdo entre Juan Jorge y sus hermanos supervivientes para dividir los territorios del principado de Anhalt entre ellos. Juan Jorge recibió Anhalt-Dessau, así como el Seniorat; no obstante, mantuvo la regencia sobre todos los nuevos principados creados hasta 1606, cuando sus hermanos tomaron el control sobre el gobierno en sus territorios. Como gobernante, mantuvo las políticas de la Reforma en su estado y persiguió vigorosamente la abolición de las costumbres tradicionales y la liturgia de la Iglesia Católica.

### La Sociedad Fructífera
El 24 de agosto de 1617 en Schloss Hornstein (después Castillo de Wilhelmsburg) durante el funeral de su hermana Dorotea María, Duquesa de Sajonia-Weimar, Juan Jorge y su hermano menor Luis de Anhalt-Köthen crearon la Sociedad Fructífera. El Príncipe de Köthen fue elegido como su primer líder.

### Muerte y sucesión
Juan Jorge murió en Dessau el 24 de mayo de 1618 a la edad de 51 años. Fue sucedido como Príncipe de Anhalt-Dessau por su hijo mayor superviviente, Juan Casimiro.

## Matrimonio e hijos

### Matrimonios
En Hedersleben el 22 de febrero de 1588 Juan Jorge contrajo matrimonio con Dorotea (23 de marzo de 1561 - Dessau, 23 de febrero de 1594), hija del Conde Juan Alberto VI de Mansfeld-Arnstein. Tuvieron cinco hijos.
En Heidelberg el 21 de febrero de 1595 Juan Jorge contrajo matrimonio por segunda vez con Dorotea (Kaiserslautern, 6 de enero de 1581 - Sandersleben, 18 de septiembre de 1631), el único vástago superviviente de Juan Casimiro de Simmern, tercer hijo del Elector Federico III del Palatinado. Tuvieron once hijos.

### Hijos
| Nombre                                              | Nacimiento                       | Muerte                              | Notas |
| --------------------------------------------------- | -------------------------------- | ----------------------------------- | --- |
| Con Dorotea de Mansfeld-Arnstein                    |                                  |                                     | |
| Sofía Isabel                                        | Dessau, 10 de febrero de 1589    | Liegnitz, 9 de febrero de 1622      | Desposó el 4 de noviembre de 1614 al Duque Jorge Rodolfo de Liegnitz. |
| Ana Magdalena                                       | Dessau, 29 de marzo de 1590      | Eschwege, 24 de octubre de 1626     | Desposó el 14 de junio de 1617 al Landgrave Heredero Otón de Hesse-Kassel. |
| Ana María                                           | Dessau, 4 de mayo de 1591        | Dessau, 7 de julio de 1637          | |
| Joaquín Ernesto, Príncipe Heredero de Anhalt-Dessau | Dessau, 18 de julio de 1592      | Dessau, 28 de mayo de 1615          | |
| Cristián                                            | Dessau, 23 de febrero de 1594    | Dessau, 13 de abril de 1594         | |
| Con Dorotea de Simmern                              |                                  |                                     | |
| Príncipe Juan Casimiro de Anhalt-Dessau             | Dessau, 7 de septiembre de 1596  | Dessau, 15 de septiembre de 1660    | |
| Ana Isabel                                          | Dessau, 5 de abril de 1598       | Tecklenburg, 20 de abril de 1660    | Desposó el 2 de enero de 1617 al Conde Guillermo Enrique de Bentheim-Steinfurt, hijo del Conde Arnaldo III de Bentheim-Steinfurt-Tecklenburg-Limburg.                                     |
| Federico Mauricio                                   | Dessau, 18 de febrero de 1600    | Lyon, 25 de agosto de 1610          | |
| Leonor Dorotea                                      | Dessau, 16 de febrero de 1602    | Weimar, 26 de diciembre de 1664     | Desposó el 23 de mayo de 1625 al Duque Guillermo de Sajonia-Weimar. |
| Sibila Cristina                                     | Dessau, 11 de julio de 1603      | Hanau, 21 de febrero de 1686        | Desposó por primera vez el 26 de diciembre de 1627 al Conde Felipe Mauricio de Hanau-Münzenberg, y por segunda vez el 13 de mayo de 1647 al Conde Federico Casimiro de Hanau-Lichtenberg. |
| Enrique Waldemar                                    | Dessau, 7 de noviembre de 1604   | Dessau, 25 de septiembre de 1606    | |
| Jorge Ariberto                                      | Dessau, 3 de junio de 1606       | Wörlitz, 14 de noviembre de 1643    | |
| Cunigunda Juliana                                   | Dessau, 17 de febrero de 1608    | Rotenburg, 26 de septiembre de 1683 | Desposó el 2 de enero de 1642 al Landgrave Herman IV de Hesse-Rotenburg |
| Susana Margarita                                    | Dessau, 23 de agosto de 1610     | Babenhausen, 13 de octubre de 1663  | Desposó el 15 de febrero de 1651 a Juan Felipe de Hanau-Lichtenberg |
| Juana Dorotea                                       | Dessau, 24 de marzo de 1612      | Tecklenburg, 26 de abril de 1695    | Desposó el 9 de febrero de 1636 al Conde Mauricio de Bentheim-Tecklenburg (un sobrino de su cuñado Guillermo Enrique).                                                                    |
| Eva Catalina                                        | Dessau, 11 de septiembre de 1613 | Dessau, 15 de diciembre de 1679     | |

| Predecesor: Joaquín Ernesto | Príncipe de Anhalt 1586-1603        | Sucesor: Principado dividido |
| Predecesor: Nueva creación  | Príncipe de Anhalt-Dessau 1603-1618 | Sucesor: Juan Casimiro       |

- Datos: Q65925
- Multimedia: John George I, Prince of Anhalt-Dessau / Q65925